# عبدالخالق بالاکرزی
عبدالخالق بالاکرزی (زاده ۱۳۳۴ ولسوالی دند ولایت قندهار) سیاستمدار افغانستان و نماینده مردم ولایت قندهار در دوره شانزدهم مجلس نمایندگان است. وی در مجلس شانزدهم نمایندگان افغانستان عضو کمیسیون امور دینی فرهنگی، معارف و تحصیلات عالی می‌باشد.

## زندگی‌نامه
عبدالخالق بالاکرزی زاده ۱۳۳۴ از ولسوالی دند ولایت قندهار می‌باشد. او تعلیمات خود را در دانشگاه حربی کابل به پایان رسانیده و در بخش‌های نظامی، معارف مشغول به فعالیت بوده است.